# Karel Holubec
Karel Holubec (30. ledna 1906 Pržno – 6. ledna 1977 Třebíč) byl český lékař a vědec.

## Život
Karel Holubec se narodil 30. ledna 1906 v Pržně na Valašsku v rodině vesnického učitele Josefa Holubce. V dětství se u něj projevil výjimečný talent pro cizí jazyky. V měšťanské škole plynně hovořil německy, italsky i francouzsky. Díky nadaci pro osiřelé děti mohl vystudovat gymnázium ve Valašském Meziříčí a tam se také zrodila jeho velká touha stát se cestovatelem a poznat Orient. Získal stipendium na filozofické fakultě Karlovy univerzity, kde byl zapsán ke studiu orientalistiky. Matka si přála, aby se stal lékařem a tak po třetím semestru přešel na lékařskou fakultu.
Do lékařské praxe uvedl Karla Holubce MUDr. Kudláč, chirurg Zemské nemocnice v Uherském Hradišti. Tam provedl zcela unikátní operaci chlapce s bodnou ranou v srdci. Dalším unikátním zákrokem bylo vyjmutí dvou hřebů z hlavy chlapce, které mu tam zatloukl jeho otec.
V roce 1936 se stal asistentem MUDr. Jana Konečného, primáře chirurgického oddělení okresní nemocnice v Třebíči. Začátkem roku 1937, v rámci Výboru pro pomoc demokratickému Španělsku, inicioval a spoluorganizoval peněžní sbírku. Z výtěžku bylo zakoupeno zařízení a vybavení chirurgické polní nemocnice o 120 lůžkách, které bylo dopraveno do střediska Mezinárodních brigád do Albacete ve Španělsku. Tam Karel Holubec v dubnu roku 1937 vyjel s českou zdravotní skupinou. Spolu s ním odjela i jeho manželka Marie Holubcová, která si osvojila základy praxe válečné operační sestry – sálové instrumentářky. Dislokací do budovy opuštěného kláštera v Guadalajaře byl uveden v činnost 1. československý lazaret Jana Amose Komenského, v němž pracovala česká zdravotnická skupina pod vedením dr. Holubce.
Po návratu se manželé Holubcovi skrývali před fašisty mezi personálem pražské Vinohradské nemocnice. Zde Holubec využil svých zkušeností válečného chirurga především při léčení tříštivých zlomenin. V roce 1945 se manželé vrátili zpět do Třebíče, kde Karel Holubec získal místo primáře chirurgického oddělení a později se stal ředitelem nemocnice. V roce 1946 byl habilitován prof. MUDr. Podlahou na lékařské fakultě Masarykovy univerzity v Brně.
Své zkušenosti ze španělské občanské války zúročil také v rozšiřování indikací pro krevní převody při léčení chirurgicky nemocných pacientů a je tak považován za jednoho z průkopníků transfuzní služby v Československu.
V roce 1950 se zúčastnil s delegací československých lékařů studijní cesty po tehdejším SSSR. V roce 1955 byl vyslán jako expert na světovou konferenci o účincích atomového záření do Hirošimy a Nagasaki v Japonsku. Vydal několik knih, např. Případ Bikiny a Popel smrti. Vydání těchto odborných knih předcházelo roční studium oborů jaderné fyziky a chemie.
V roce 1960 byl vyslán sekcí Organizace spojených národů do tehdejšího Belgického Konga, kde organizoval ve zdravotnickou pomoc obyvatelstvu. V letech 1961 a 1962 byl docent Holubec vyslán do Maroka a v letech 1967–1969 působil v Etiopii, kam jej rovněž doprovázela jeho žena Marie. Za svou expertní zdravotnickou činnost v zahraničí byl vyznamenán Mezinárodním Červeným křížem.
Dobře ovládal romštinu, navštěvoval cikánské rodiny a pomáhal jim kromě zdravotnické péče i s integrací do společnosti. Pod pseudonymem Jan Sobota vydal sbírku veršů ze starých cikánských básní a písní, které přeložil a přebásnil pod názvem Cikán zpívá jinak.
Karel Holubec ovládal 15 světových jazyků. Za svou celoživotní práci byl vyznamenán celou řadou státních a zdravotnických vyznamenání.
Místo primáře třebíčské nemocnice zastával až do roku 1967. Zemřel v 71 letech na rakovinu. Pohřben byl na Starém hřbitově v Třebíči.
Po smrti doc. Holubce bylo jeho ženě Marii a dalším interbrigadistům uděleno čestné španělské občanství a Marie Holubcová obdržela v Madridu v r. 1996 z rukou Španělského krále titul Señora doña.
V roce 2017 vyšla kniha Stanislava Motla s názvem Peklo pod španělským nebem, ta se věnuje osudům španělských interbrigadistů z českých zemí. Mimo jiné i Karla Holubce a jeho manželky.

## Dílo
Karel Holubec napsal a publikoval více než 100 prací uveřejněných v odborných lékařských časopisech a více než 50 popularizačních článků. Je uveden jako spoluautor knihy Válečná chirurgie a sám vydal 4 knihy s lékařskou tematikou:
- Chirurgické léčení popálenin
- Popel smrti,
- Případ Bikini
- Blíž k obratníku
- Hirošima – Nagasaki